# مايكروفت هولمز

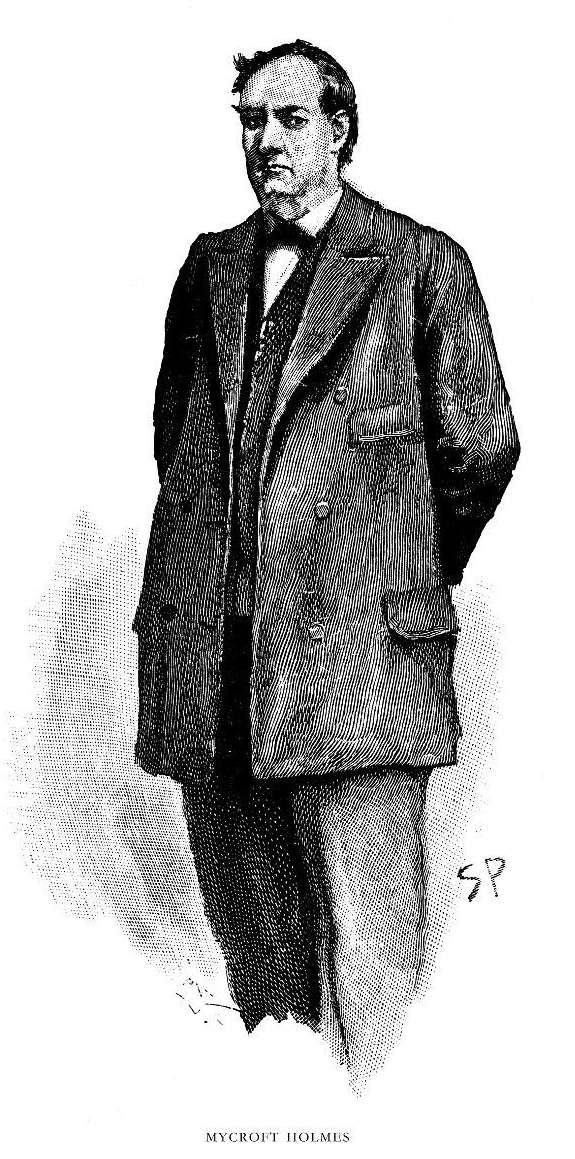
مايكروفت هولمز كما رسمه سيدني باجيت في صحيفة ستراند

مايكروفت هولمز (بالإنجليزية: Mycroft Holmes)‏ شخصية خيالية ابتكرها آرثر كونان دويل، وهو الشقيق الأكبر للمحقق الشهير شرلوك هولمز.

## الشخصية
يمتلك مايكروفت قوى تحليلية تفوق حتى تلك التي يتمتع بها شقيقه الأصغر. وبالرغم من ذلك فإن مايكروفت غير قادر على أداء عمل تحرٍ مشابه لعمل شرلوك لأنه لا ينوي بذل أي جهد جسدي ضروري لحل القضايا.
بينما لم توضح قصص كونان دويل موقع مايكروفت هولمز في الحكومة البريطانية بالضبط، يقول شرلوك هولمز: «غالباً هو [...] الحكومة البريطانية، الشخص الذي لا يمكن الاستغناء عنه في الدولة.» ويظهر أنه يخدم كنوع من حاسوب بشري؛ «تُمرر استنتاجات كل دائرة إليه، وهو مركز التبادل الرئيسي، مكتب التزويد بالمعلومات الذي يصنع التوازن. كل الرجال الآخرين مختصون، لكن اختصاصه هو العلم التام.» (مغامرة خطط بروس- بارتنغتون).
ظهر مايكروفت، أو ذُكر، في قصص دويل الأربع الأخيرة: مغامرة المترجم الإغريقي، مغامرة المشكلة الأخيرة، مغامرة البيت الفارغ، مغامرة خطط بروس-بارتنغتون. وبرغم أنه يستغل نفوذه لمصلحة شقيقه، فإنه يبقى في النهاية صاحب الحل النهائي الجالس على مقعده، مقدماً حلولاً بدون أدلة، واثقاً في شرلوك لتولي أي تفاصيل عملية، وفي الواقع؛ فإن افتقار مايكروفت إلى العملية يشكل إعاقة شديدة، بالرغم من موهبته التحليلية، وفي المترجم الإغريقي، فإن تخبطه في الوصول إلى القضية يكلف العميل حياته تقريباً.
مايكروفت شديد الشبه بشرلوك، لكنه عادة ما يصور على أنه أثقل وزناً بكثير من أخيه.
يُمضي مايكروفت معظم وقته في نادي ديوجينيس، باعتباره أحد المؤسسين له.
لوحظ تشابه بين مايكروفت هولمز، ومحقق آخر لامع لكنه ثانوي، نيرو ولف. واُقتُرِحَ –بدرجات متفاوتة من الجدية – وجود قرابة بينهما. أشهر أشكال هذه الفرضية عُممت بواسطة ويليام س. بارينغولد، الذي كتب السير الذاتية لكل من شرلوك هولمز ونيرو ولف معتبراً أن نيرو هو ابن شرلوك وآيرين أدلر.
يمكن ملاحظة تشابه آخر في السلسلة التلفزيونية مونك، في الرابطة بين المحقق الخيالي المهووس أدريان مونك وشقيقه الأذكى، الذي يعاني من العصاب ورهاب الحشود بشكل أكبر، أمبروز.

## الإشارات في الثقافة الشعبية
يلعب مايكروفت ونادي ديوجينيس دوراً مهماً في رواية كيم نيومان آنو-دراكولا.
في المجلد الثاني من عصبة السادة المميزين لآلان مور، يُعتقد مايكروفت كقائد الاستخبارات البريطانية تحت الاسم الكودي M (في إشارة إلى روايات جيمس بوند بواسطة إيان فلمنغ). (ويتضح في النهاية أن M هو جيمس موريارتي)
ألهم مايكروفت هولمز اسم مساعد سيد الأسئلة الصامة في برنامج إذاعة BBC دماغ بريطانيا. وأصبح تعبير «مايكروفت يهز رأسه» معروفاً للمشاهدين.
أيضاً ألهم مايكروفت اسم شخصية روبرت أ. هنلين في القمر عشيقة قاسية، «مايكروفت» الذي يُعرف بمايك.
مُثلت الشخصية عدة مرات في السينما، والتلفاز، والراديو.
في سلسلة جاسبر فورد عن الخميس القادم، يُكشف أن ميكروفت هو عم الخميس الذي هرب إلى الخيال، وأخذ إلى سلسلة شرلوك هولمز ليهرب من الشرير غولياث كوربوروشن.
كان مايكروفت هولمز الشخصية الرئيسية في سلسلة روايات غموض ألفها كوين فاوسيت.
يظهر مايكروفت أيضاً في سلسلة ألغاز ماري راسل للوري ر. كنغ. في روايات كنغ، شرلوك متزوج بماري راسل، أمريكية – بريطانية يهودية تصغره بتسعة وثلاثين عاماً، وغالباً ما يحل لهما مايكروفت قضاياهما.
يظهر مايكروفت كمختل عقلي عنيف في سلسلة 2000 AD للمؤلف مارك ميلار.
مايكروفت هولمز اليافع هو الشخصية الرئيسية في لغز المغامرات؛ ادخل الأسد: كتاب تذكاري عن مايكروفت هولمز.